# Třetí řád svatého Dominika

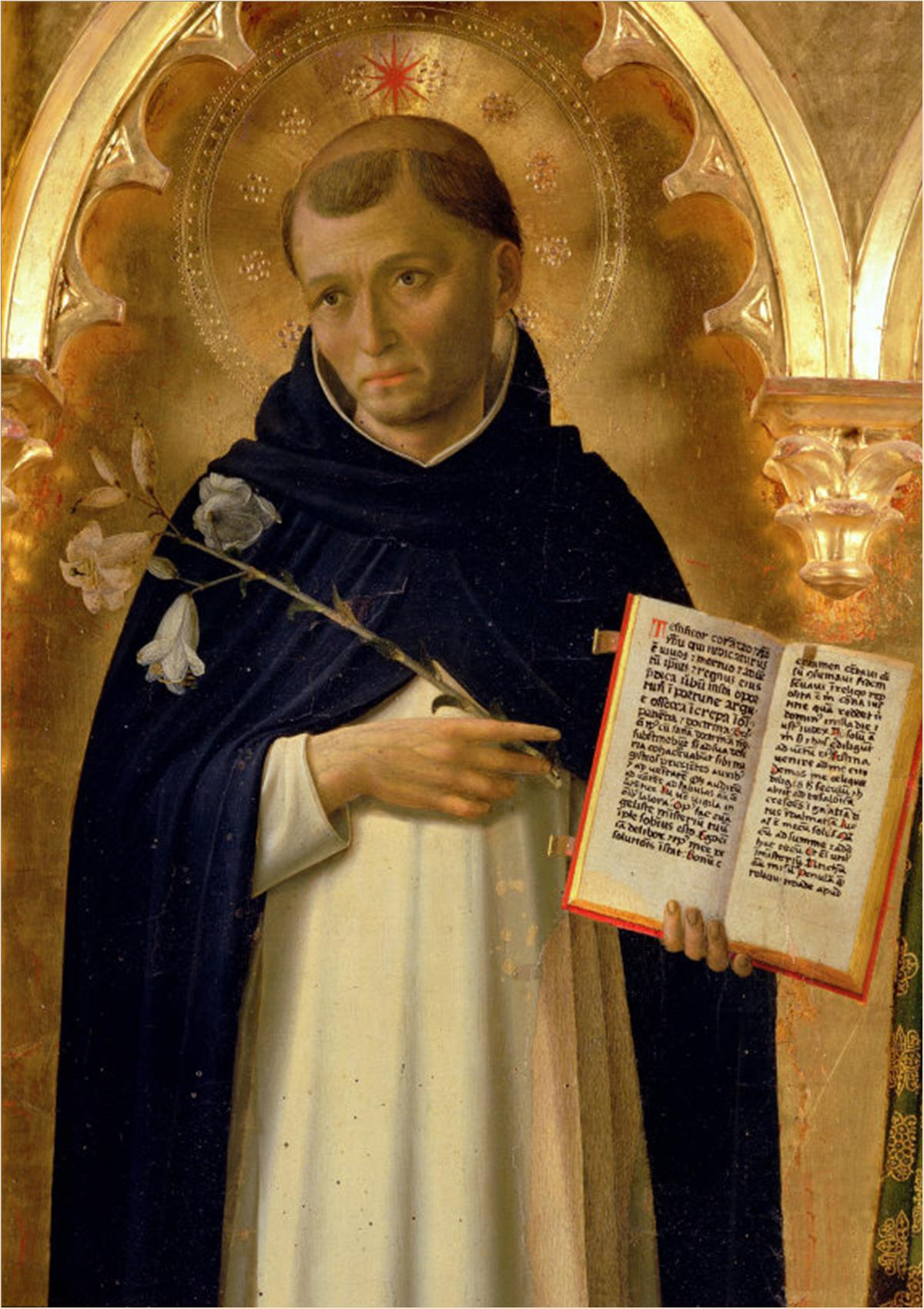
Sv. Dominik de Guzmán

Třetí řád svatého Dominika (latinsky Tertius Ordo Sancti Dominici), současným oficiálním názvem Laická sdružení sv. Dominika, je náboženská organizace, fungující v rámci římskokatolické církve a úzce propojená s dominikánským řádem. Primárně jde o společenství lidí, žijících ve světě (tj. mimo kláštery, existuje ale i klášterní větev třetího řádu) v souladu se spiritualitou dominikánského řádu a v duchu sv. Dominika. Členové řádu se označují jako dominikánští terciáři nebo dominikánští laici a mohou si za jméno připojovat zkratku T. O. S. D., která se však používá poměrně zřídka. Patronkou třetího řádu je sv. Kateřina Sienská.

## Historie

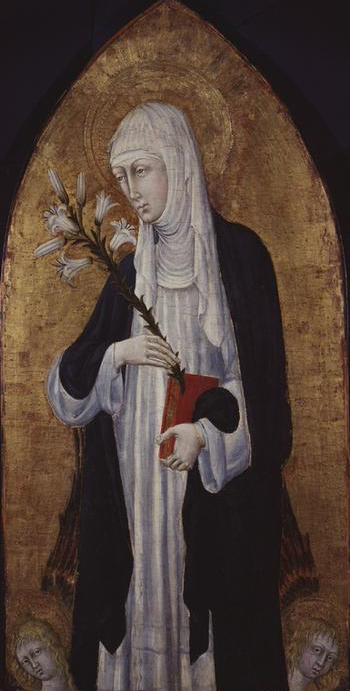
Sv. Kateřina Sienská

Počátky třetího řádu se kladou do prostředí středověkých kajícných sdružení, tzv. Ordo de Poenitentia – sdružení křesťanských laiků, usilujících o hlubší duchovní život prostřednictvím askeze a kajícnosti. Dalším kořenem třetího řádu je tzv. Milice Víry Ježíše Krista, kterou dle tradice (některé údaje jsou však historicky sporné) založil sám svatý Dominik v roce 1221 jako organizaci určenou k boji proti katarům. Přesné okolnosti, za jakých se z Milice Ježíše Krista a Řádu pokání stal Třetí řád svatého Dominika, však nejsou jasné.
Velice brzy vznikla kromě laických sdružení také sdružení konventuálních ženských terciářek, označovaná jako „Kající řád sv. Máří Magdalény“. Za zakladatelku konventuálních dominikánských terciářek se považuje Emilia Bicchieri kolem roku 1255. Laická sdružení konventuálních mužských terciářů vznikla až ve druhé polovině 19. století z iniciativy francouzského dominikána Henri-Dominique Lacordaira: mužští terciáři se měli věnovat práci mezi dětmi a mládeží, nosí hábit a žijí v komunitě, ale bez překážek, které představuje mnišský život.
První řeholi třetího řádu vytvořil sedmý generál dominikánského řádu, Španěl Munio de Zamora (zemřel 1300), který organizaci formálně založil. První varianta řehole byla velice přísná – v Muniově pojetí mělo jít o laiky přidružené k některému dominikánskému klášteru. Terciáři se zúčastňovali modlitby hodinek spolu s mnichy, byli pod duchovním vedením jednoho z kněží, měli zakázáno účastnit se divadel, hostin a všech světských zábav. Maso směli jíst pouze tři dny v týdnu – v neděli, úterý a čtvrtek –, v ostatní dny byl nařízen půst.
Od těch dob se Muniova řehole postupně proměňovala a zmírňovala, definitivně ale byla nahrazena až řeholí papeže Pia XI. z roku 1923, kterou do češtiny přeložil Reginald Dacík v knize Cesta apoštolské svatosti.
Ve složitém období po druhém vatikánském koncilu bylo stanoveno několik nových řeholí, žádná z nich ale nevydržela příliš dlouho. Ve variantě z roku 1968 se už nepoužívá pojem „třetí řád“. Poslední řehole, nazvaná Stanovy Laických sdružení sv. Dominika, byla promulgována 28. ledna 1987 magistrem řádu Damiánem Byrne. Povinnosti terciářů jsou v ní uloženy velmi obecně a jsou silně zmírněny v duchu doby. Oproti dřívějším řeholím, která ponechávají poměrně velkou volnost jednotlivým organizacím, je posílena celková organizace řádu. Tato verze platí dodnes, pro dominikány jsou navíc závazné místní předpisy (v české provincii Partikulární směrnice Laických sdružení sv. Dominika).
Do českých zemí se třetí řád svatého Dominika dostal velmi brzy zásluhou blahoslaveného Česlava, jednoho z prvních učedníků sv. Dominika, pocházejícího ze Slezska. Pod vlivem kázání tohoto dominikána se sv. Zdislava z Lemberka stala terciářkou a založila několik dominikánských klášterů. V této době ovšem ještě třetí řád neměl formální podobu. Od této doby byl třetí řád v českých zemích dvakrát zničen, poprvé za husitských bouří a podruhé za náboženských reforem v době Josefa II.
K poslednímu vzkříšení dominikánských terciářů v českých zemí došlo zásluhou dominikánského kněze Angela Lubojackého, který v roce 1882 založil místní sdružení v Uherském Brodě, o něco později v Praze. Brzy vznikla celá řada sdružení v dalších městech.

## Podmínky vstupu
Do třetího řádu může vstoupit každý katolický křesťan. Do řádu mohou vstoupit svobodní i ženatí laici, svobodné i vdané ženy i kněží, nesmí však být členem jiného třetího řádu nebo jiného řeholního řádu. Minimální věk pro vstup je osmnáct let. Dřívější varianty řehole doporučují, aby si ženatí muži a vdané ženy získaly souhlas svého chotě.
O přijímání členů rozhoduje rada místního sdružení, sliby přijímá odpovědný laik spolu s řádovým asistentem. Vstupu předchází noviciát, který má formu setkání s řádovým asistentem, noviciát je zahájen obláčkou. Trvá obvykle jeden rok a uchazeč o přijetí má dokázat, že má skutečně zájem o vstup do řádu.  Členové řádu skládají následující slib, který se zprvu skládá dočasně na dobu tří let a poté na celý život. Obláčka i spojení slibu je spojeno s modlitbami, biblickým čtením, případně ještě se slavením eucharistie. Text slibu je:
| „ | Ke cti všemohoucího Boha, Otce i Syna i Ducha svatého, ke cti blahoslavené Panny Marie a svatého Dominika, já N. N. slibuji před vámi, N. N., představeným tohoto sdružení, a vámi, N. N., asistentem v zastoupení magistra Řádu bratří Kazatelů, že budu žít podle Stanov Laických sdružení sv. Dominika po tři roky / po celý život. | “ |

## Struktura
Řád se dělí na tzv. místní sdružení, organizovaná v jednotlivých městech. Místní sdružení jsou řízena radou v čele s představeným. Provinciál jmenuje sdružením řádového asistenta, který sdružením pomáhá v duchovním životě. Místní sdružení se pravidelně schází, obvykle jednou měsíčně (v české provincii minimálně desetkrát ročně), zvláště ke společné modlitbě růžence, ke společnému slavení mše a modlitby hodinek, případně k přednáškám o dominikánské spiritualitě. Často také vydávají svůj časopis.
Sdružení podléhají jurisdikci řádu a vedení generála (a generálního promotora, který generála zastupuje pro laická sdružení), jinak se však spravují sama a mají autonomii, jsou řízena radou, která ze svých členů volí na dobu určitou představeného. Místní sdružení se pravidelně, obvykle jednou měsíčně, setkávají. Na území církevní provincie má být zřízena provinční rada v čele s provinciálem, provinčním promotorem a provinčním moderátorem. Pokud je na území jednoho národa více provincií, má být zřízena národní rada. Každé sdružení má také mít svého novicmistra.

## Náplň činnosti
Členové řádu se mají podílet „studiem, modlitbou a kázáním na jeho (dominikánského řádu) apoštolském poslání způsobem odpovídajícím laického stavu“, tj. podílet se na ústředním úkolu – hlásání Božího slova. Ústředním bodem duchovního života dominikánského terciáře je rozjímání o textech Bible v duchu dominikánského hesla: contemplare et contemplata aliis tradere – rozjímat a plody rozjímání darovat druhým. Kromě četby a rozjímání Písma, zvláště Nového zákona, mají členové řádu pokud možno každodenně přistupovat k eucharistii (to ale není ani podle stanov, ani podle partikulární směrnice povinností) a často ke svátosti smíření (dřívější řehole předepisovaly alespoň čtrnáctidenní zpověď a účast na eucharistii, ohledně zpovědi dnešní stanovy nepředepisují žádný konkrétní interval) a vzdělávat se ve víře, zvláště v textech Bible, teologie, historie a tradic řádu i církve, doporučuje se především studium díla velkého dominikánského teologa sv. Tomáše Akvinského.
P. Denis Gagnon popisuje dominikánskou spiritualitu slovy: „Dominikán studuje Slovo, oslavuje Slovo, žije ze Slova, zvěstuje Slovo.“ Terciáři tedy usilují o studium Bible a modlitbě biblických textů, žijí jako „živoucí evangelium“ a snaží se být užiteční bližnímu a zvěstovat Bibli příkladem. Důraz se klade také na eucharistickou a mariánskou úctu a na úctu k řádovým svatým, zvláště sv. Dominikovi a sv. Kateřině Sienské.
Dominikánští terciáři se mají také spolu s dominikánským řádem podílet na liturgii hodin (dřívější varianty řehole to nepožadovaly) a věnovat se také soukromé modlitbě, doporučuje se zvláště každodenní modlitba růžence (současná řehole ji výslovně nepředepisuje, dle dřívějších řeholí je to jedna z možných variant realizace povinných modliteb, vedle např. mariánských hodinek). V české provincii se terciáři mají denně modlit Salve Regina a O Lumen. V modlitbě mají terciáři pamatovat na všechny živé a zemřelé členy dominikánské rodiny (za zemřelé se mají modlit žalm 129 De profundis a modlitbu Odpočinutí věčné; dřívější varianty řehole předepisovaly modlit se každodenně Otčenáš, Zdrávas a Odpočinutí věčné za všechny živé a zemřelé členy dominikánské rodiny).
Terciáři se mají také každoročně účastnit alespoň dvoudenních duchovních cvičení, pokud možno společně.
Terciáři mají také dodržovat půst o středách a pátcích, v předvečer svátků Narození Páně, Panny Marie Růžencové (první neděle v říjnu), sv. Dominika (8. srpna), také na Bílou sobotu a Velký pátek, v tyto dny se mají modlit kající žalmy.
Terciáři mají také právo nosit při liturgických úkonech a řádových slavnostech na dominikánské půdě dominikánský hábit, mohou v něm podle starobylé tradice také být pohřbeni, jinak v něm ale nechodí.
Samozřejmě se také modlitbou, pomocí a finanční podporou podílejí na apoštolské činnosti řádu.

## Význam
Oproti terciářům ostatních řádů má v rámci dominikánské rodiny třetí řád obrovský význam – právě z třetího řádu pocházeli někteří největší řádoví světci, jako jedna z největších středověkých mystiček sv. Kateřina Sienská, sv. Zdislava z Lemberka, patronka českých dominikánů, sv. Růžena z Limy, první světice Ameriky, sv. Martin de Porres, první blahoslavený černé pleti, a také jeden z nejvýznamnějších propagátorů mariánské úcty, sv. Ludvík z Montfortu.
K dominikánským terciářům patřili také papežové, například Benedikt XV., ze světců například blahoslavený Petr Jiří Frassati, blahoslavená Benevenuta Boiani nebo blahoslavená Kateřina z Ricci a celá řada dalších. Dominikánským terciářem byl také italský křesťanskodemokratický politik Aldo Moro, zavražděný levicovými teroristy, nositelka Nobelovy ceny za literaturu Sigrid Undsetová, francouzský fyziolog Bernardo Houssay, nositel Nobelovy ceny za medicínu, český překladatel Vratislav Slezák a další. Patří k nim také například biskup brněnské diecéze Mons. Ing. Mgr. Pavel Konzbul, režisér Jiří Strach nebo varhaník Petr Chaloupský.